# Parlando

En musique  classique, le parlando est une forme de chant parlé ou semi-parlé utilisé dans l'opéra. Il s'agit d'un terme d'interprétation musicale d'origine italienne. Il constitue un chant rapide, proche du Sprechgesang allemand, avec une prononciation bien articulée et une tonalité légère, tout en respectant scrupuleusement le rythme. En particulier dans l'opera buffa ("opéra-comique"), ce moyen stylistique est volontiers utilisé dans toutes les tessitures. Il se différencie du récitatif .
Dans la musique instrumentale, la consigne parlando exige une interprétation parlante et expressive.
Dans le domaine de la linguistique, le terme parlando désigne un phénomène apparu dans la langue écrite, en particulier au cours des trois dernières décennies. Le professeur suisse Peter Sieber a utilisé le terme parlando pour décrire un texte présentant des caractéristiques typiques de la langue parlée en termes de choix des mots, de structure des phrases et de structure du texte. Dans certaines circonstances, ces textes parlando peuvent être comparés à des textes radiophoniques monologués. Ils sont d'abord faciles à comprendre avec une bonne fluidité de lecture, mais difficiles à recevoir de manière réfléchie par l'auditeur.